# Flundran
Flundran (tyska: Der Butt) är en roman från 1977 av den västtyske författaren Günter Grass. Den utspelar sig i trakten kring dagens Gdańsk, från förhistorisk tid och fram till bokens samtid. Handlingen tar avstamp i bröderna Grimms saga "Fiskaren och hans fru", och blandar skildringen av en graviditet med mytologiserad könskonflikt och lokalhistoria, med särskild tonvikt på mathistoria.

## Tematik
Günter Grass har sagt att "Flundran handlar om kvinnor och mat, men den handlar också om kvinnor och krig, inklusive vad kvinnor har gjort emot krig — tyvärr, mestadels tystnad". Angående sin egen syn på de mänskliga könen och dettas inflytande på boken sade Grass: "De flesta kvinnor som läser boken till slutet gillar den. De andra vågen-feminister som säger att det inte finns någon skillnad mellan män och kvinnor gillar den inte. Jag gillar skillnaden - jag avskyr dem som inte uppskattar skillnaden mellan män och kvinnor."

## Tillkomst
Grass kom på idén till boken medan han deltog i valkampanjen för den socialdemokratiske politiken Willy Brandt. Grass sade att han under kampanjen blev "konstant bombarderad av andra hands-språk", och ett behov av att skriva vad som skulle bli Flundran började växa. Boken tog fem år att färdigställa.

## Utgivning
Boken gavs ut i augusti 1977 genom Luchterhand med en första upplaga på 100 000 exemplar. Ett av Luchterhands sätt att marknadsföra boken var att skicka 4000 förhandsexemplar till utvalda personer. Grass for ut på en omfattande högläsningsturné under åtta veckor inför utgivningen; vid utgivningsdagen hade han läst utdrag ur boken för sammanlagt 10 000 människor. Boken dominerade den tyska försäljningslistan i flera månader. I oktober 1977 hade omkring 250 000 exemplar sålts. Boken gavs ut på svenska 1979 i översättning av Eva Liljegren.